# Moerputtenbrug
De Moerputtenbrug, ook wel Moerputtenspoorbrug, was een spoorbrug in Noord-Brabant over de veenplas Lange Putten in het latere natuurgebied Moerputten. Hij was onderdeel van de Langstraatspoorlijn, ook wel het Halve Zolenlijntje genoemd vanwege de vele schoenfabrieken die langs de spoorlijn te vinden waren. De brug is sinds de eeuwwisseling een voetgangersbrug die deel uitmaakt van het Halve Zolenpad.
Aan de Moerputtenspoorbrug is vanaf het najaar van 1881 tot 1887 gebouwd. Pas eind 1890 reden er over deze brug dagelijks treinen tussen ’s-Hertogenbosch en Geertruidenberg (- Lage Zwaluwe). Bij de bouw had men rekening gehouden met een eventuele spoorverdubbeling. De 35 bakstenen pijlers zijn breed genoeg uitgevoerd voor een tweede ijzeren brugdeel. De lijn is echter tot aan de sluiting in 1972 altijd enkelsporig gebleven.

## Restauratie
Na aanvankelijke plannen tot sloop werd de brug in 1995 een rijksmonument en in 1997 heeft Staatsbosbeheer de brug aangekocht. De brug was na de sluiting van de lijn ernstig in verval geraakt en er bladderde giftige loodmenie af die in het onderliggende water en de kwetsbare natuur terechtkwam.

Om deze vervuiling te stoppen en de brug te conserveren is in opdracht van Staatsbosbeheer in april 2004 begonnen aan de restauratie. Een jaar eerder was al in een uitvoerige proefrestauratie onderzocht hoe men dat het beste kon aanpakken. Bij de proefrestauratie waren drie van de 35 pijlers, drie brugdelen en het landhoofd aan de Bossche zijde gerestaureerd. Daarna zijn eerst de in totaal 36 welijzeren brugdelen gerestaureerd. Hierbij is ruim 13 ton oude lagen verf en teer afgestraald. Daarna is er 9.000 liter verf op gespoten in de oorspronkelijke okergele kleur. De brug werd na voltooiing van dit werk toegankelijk voor wandelaars als onderdeel van de door Staatsbosbeheer in de Moerputten uitgezette wandelroutes. Na een pauze van enkele jaren werd de restauratie in 2009 voortgezet met het herstellen van het door de tand des tijds ernstig beschadigde metselwerk van de brugpijlers. In de voegen waren soms complete struiken gegroeid, maar ook vegetaties van bijzondere muurplanten die waar het kon behouden zijn gebleven. In mei 2011 werd de brug definitief heropend voor wandelaars.

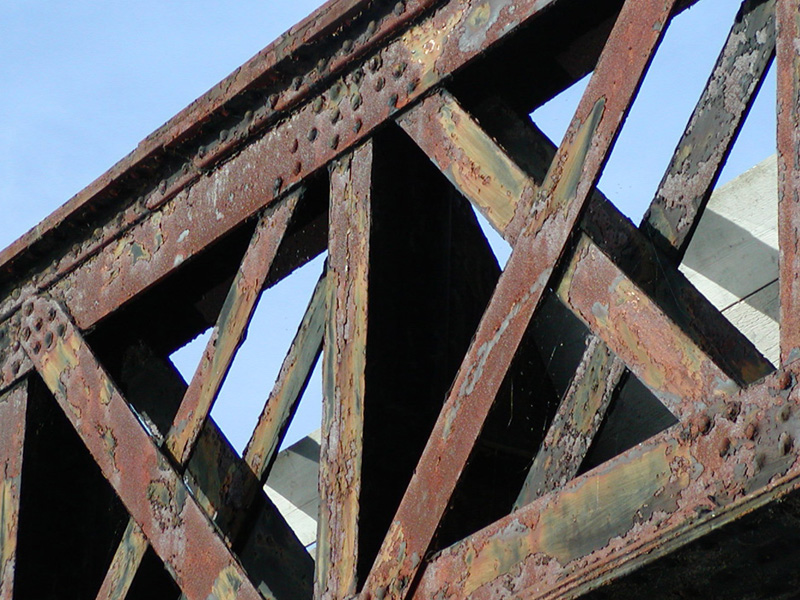
Afbladderende restanten loodmenie
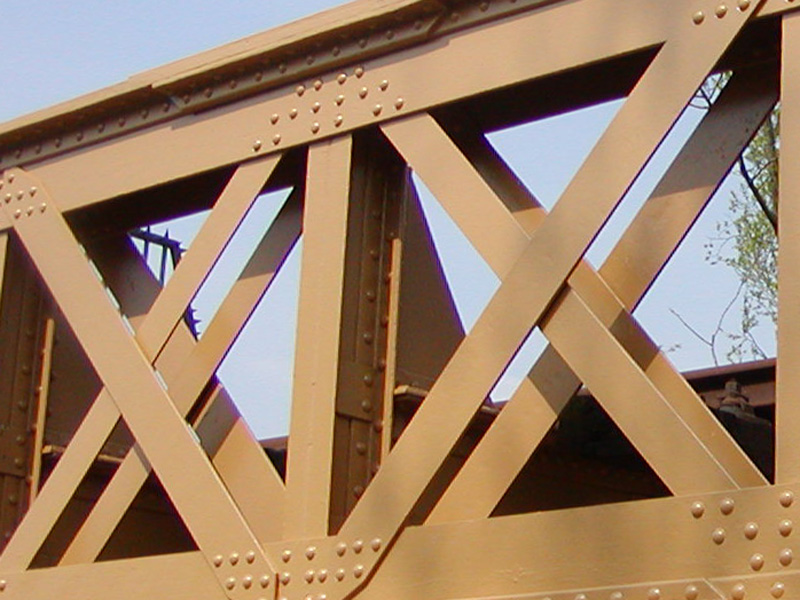
Nieuwe verflaag na de restauratie van de brug.
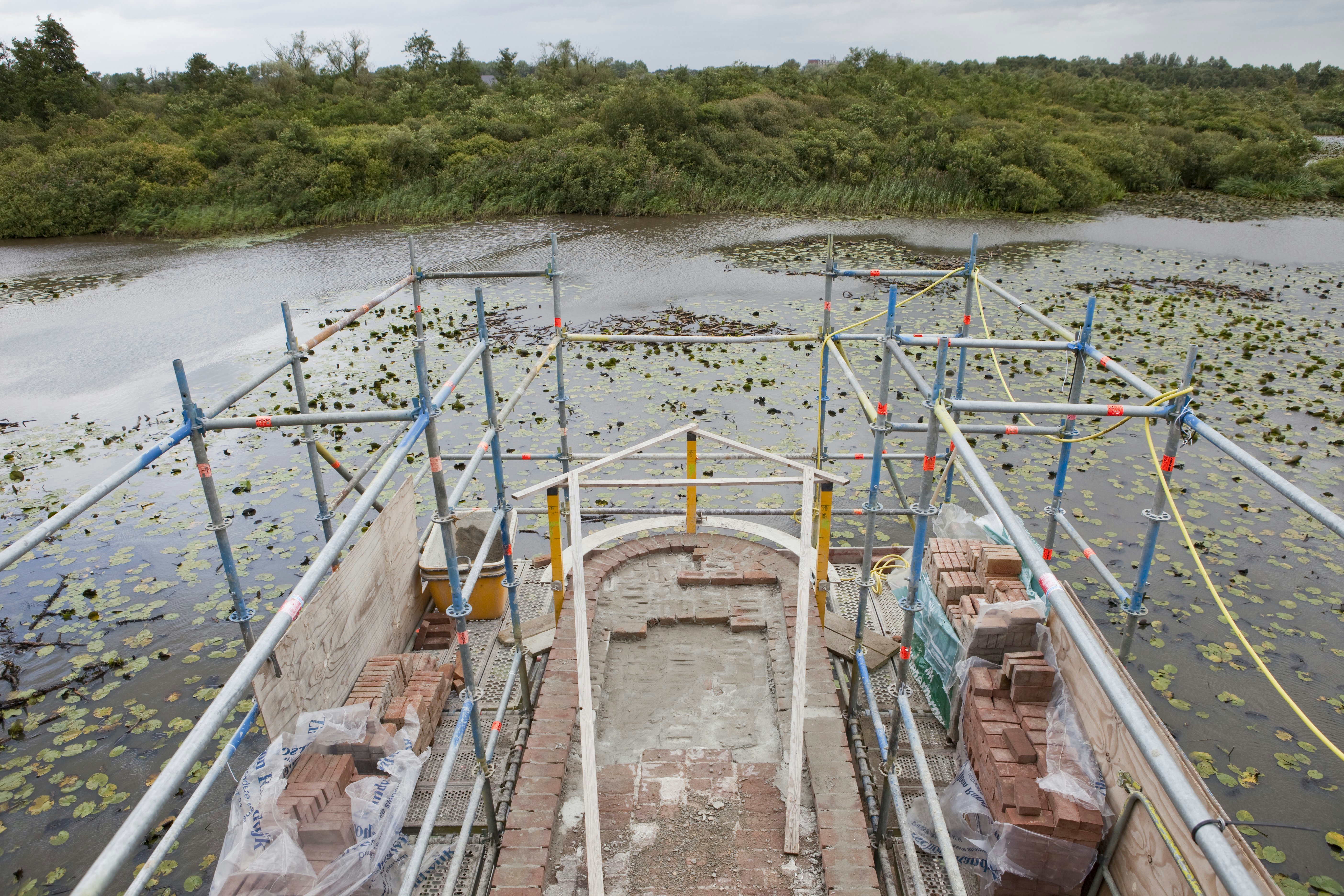
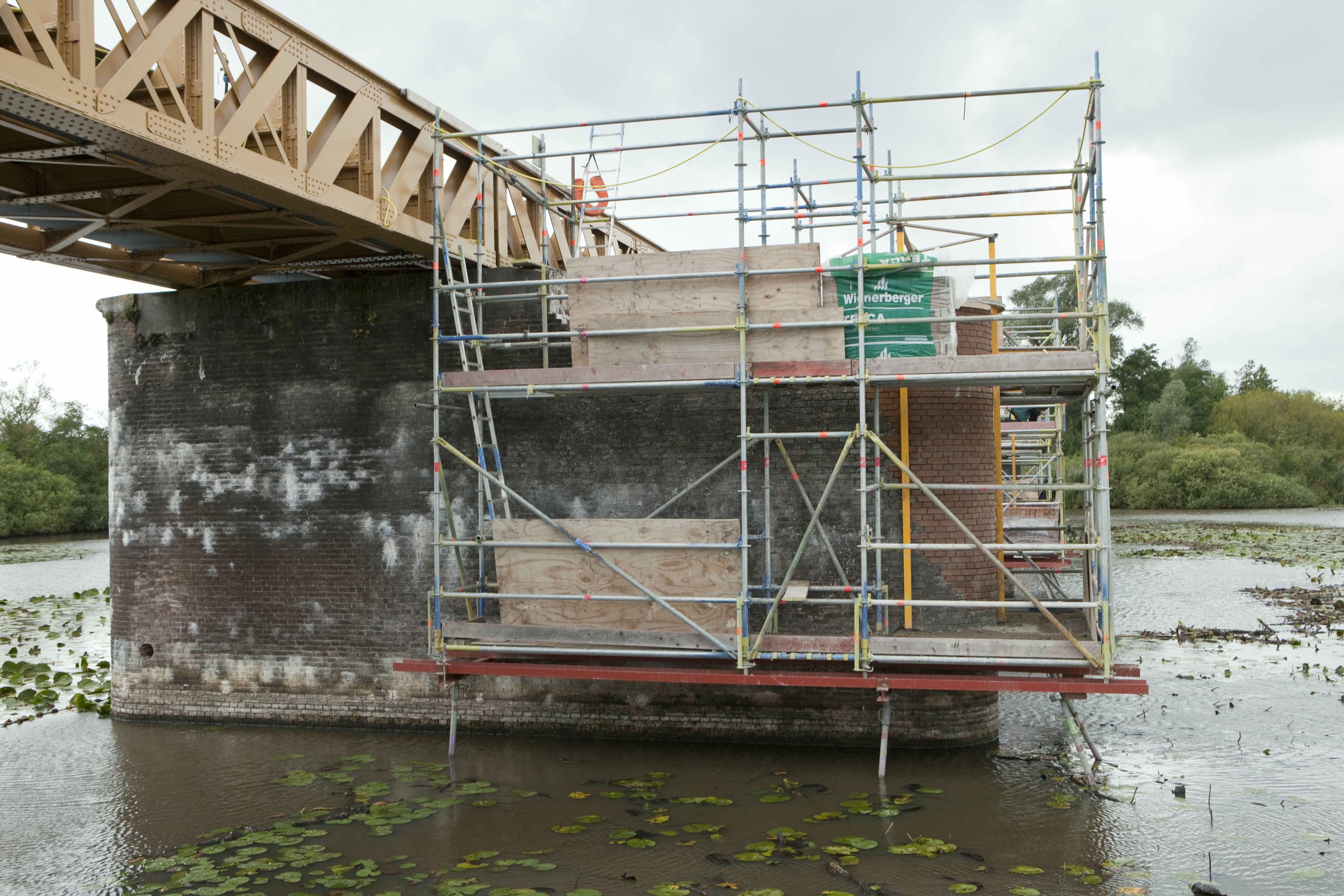
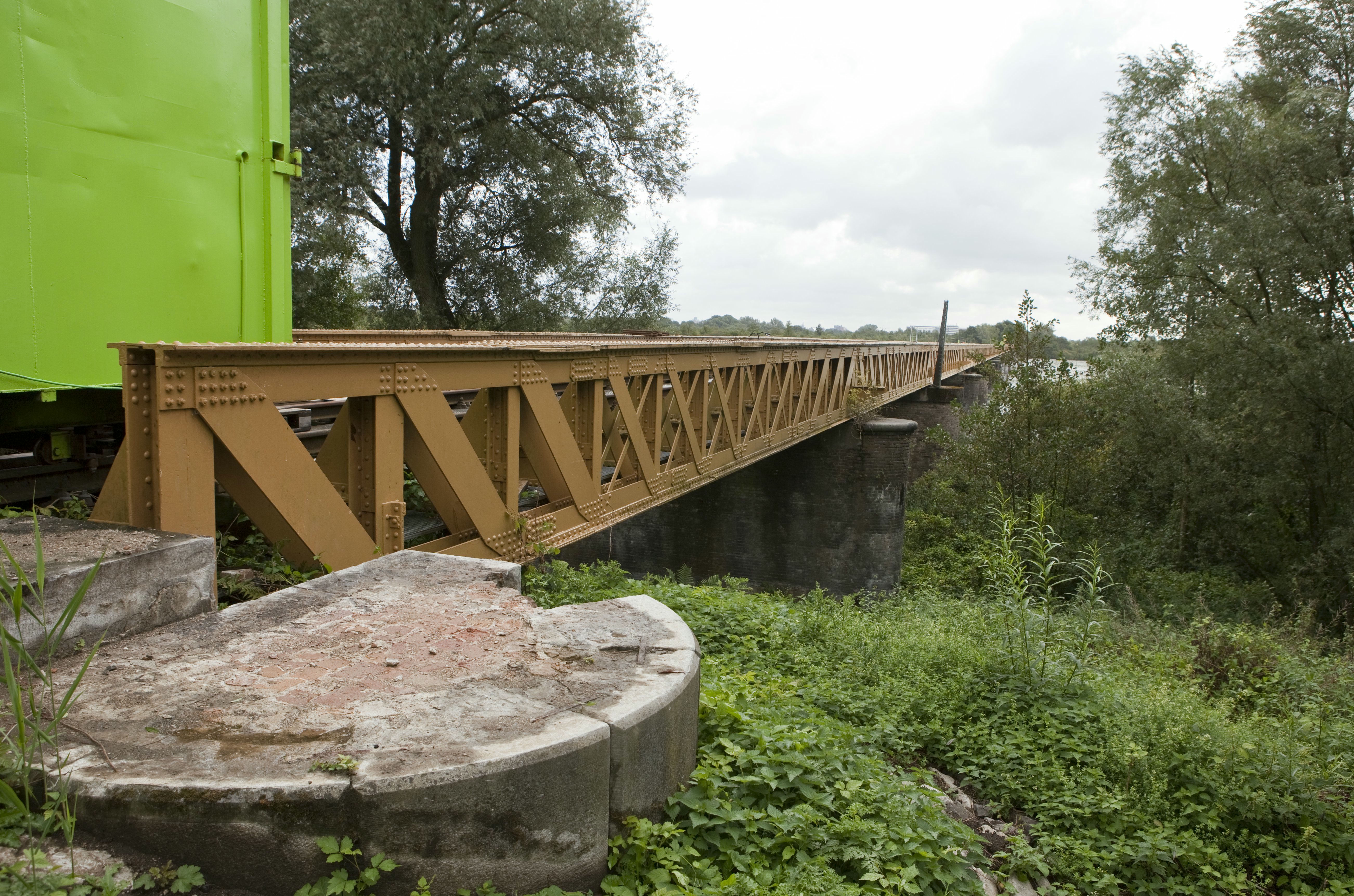

## Afbeeldingen

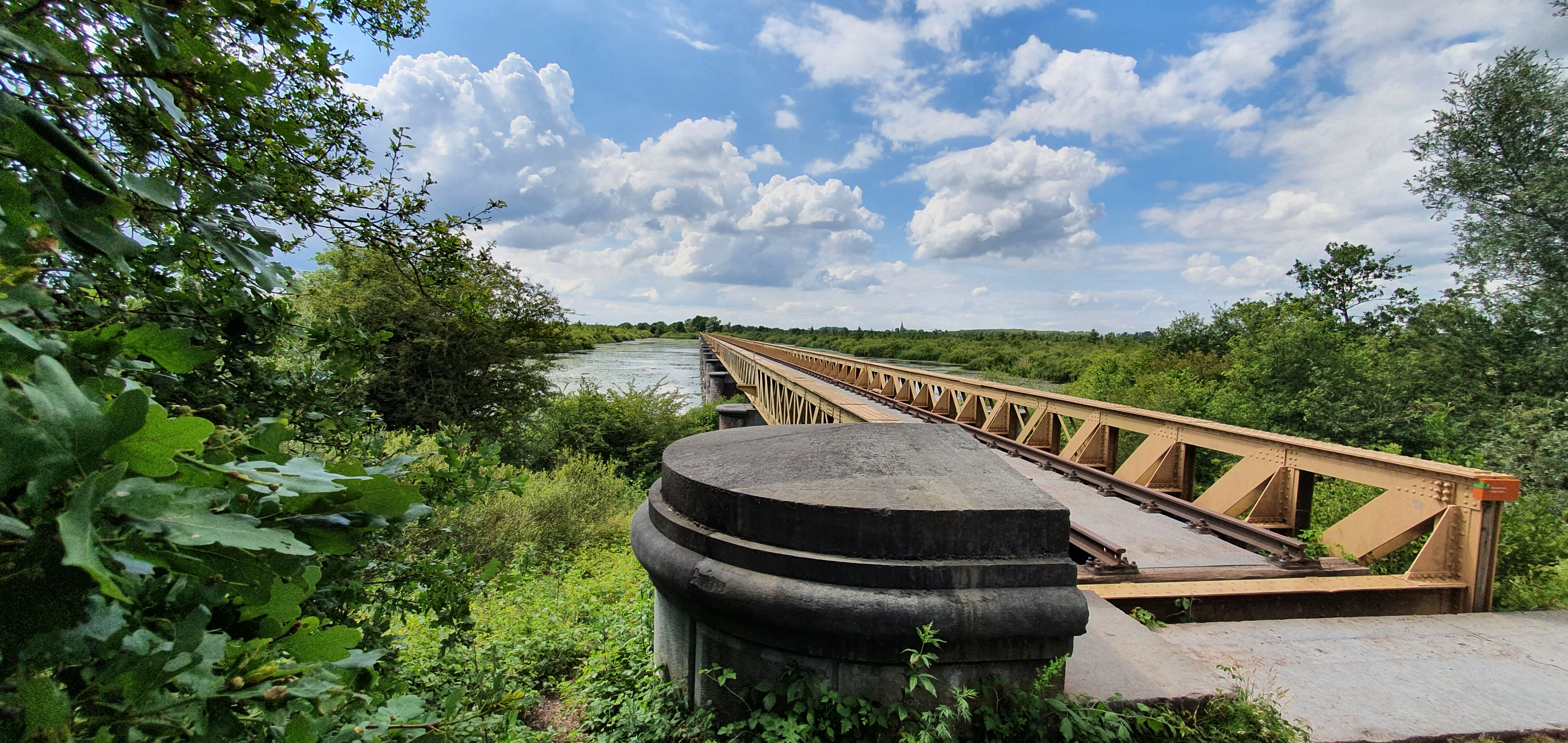
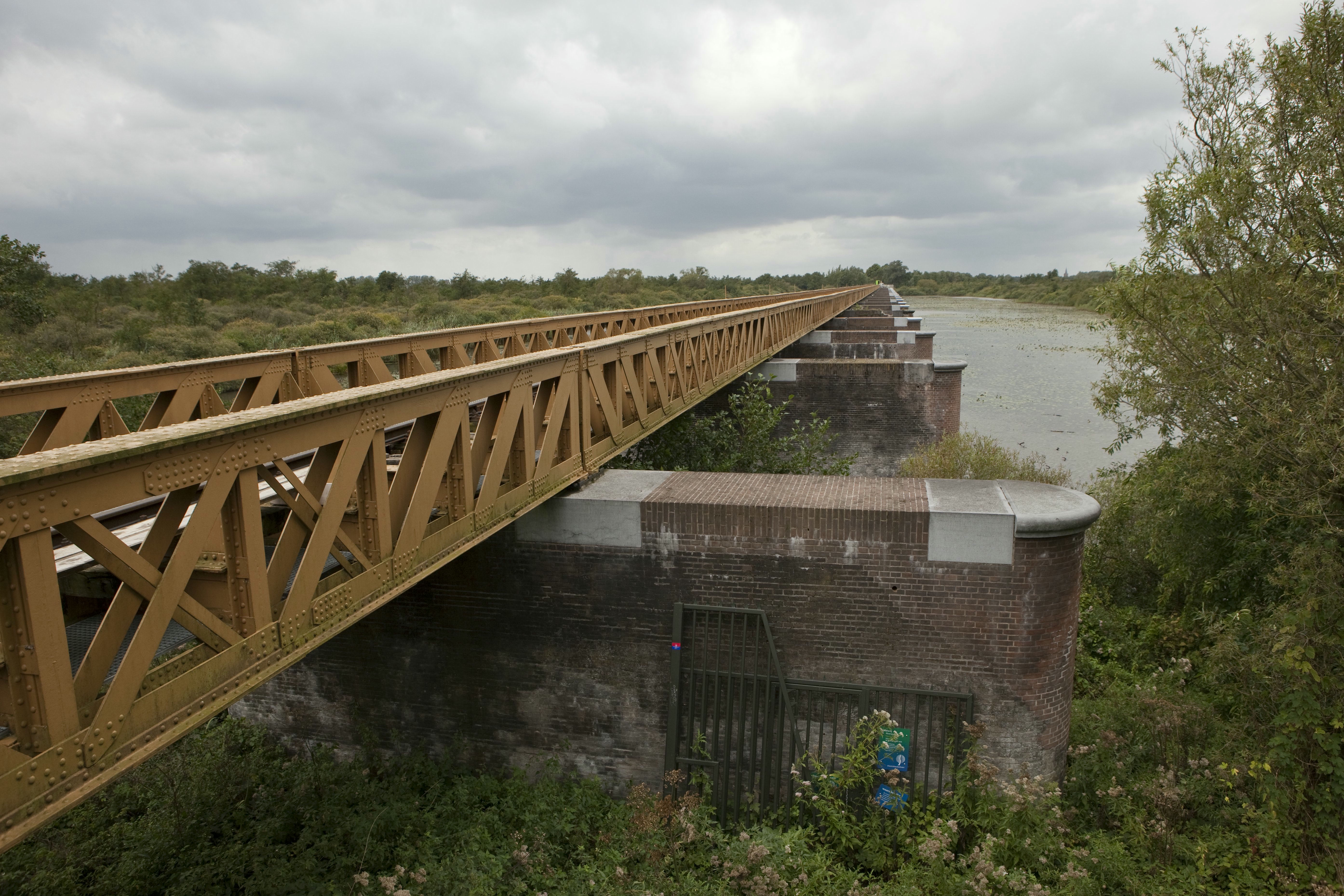
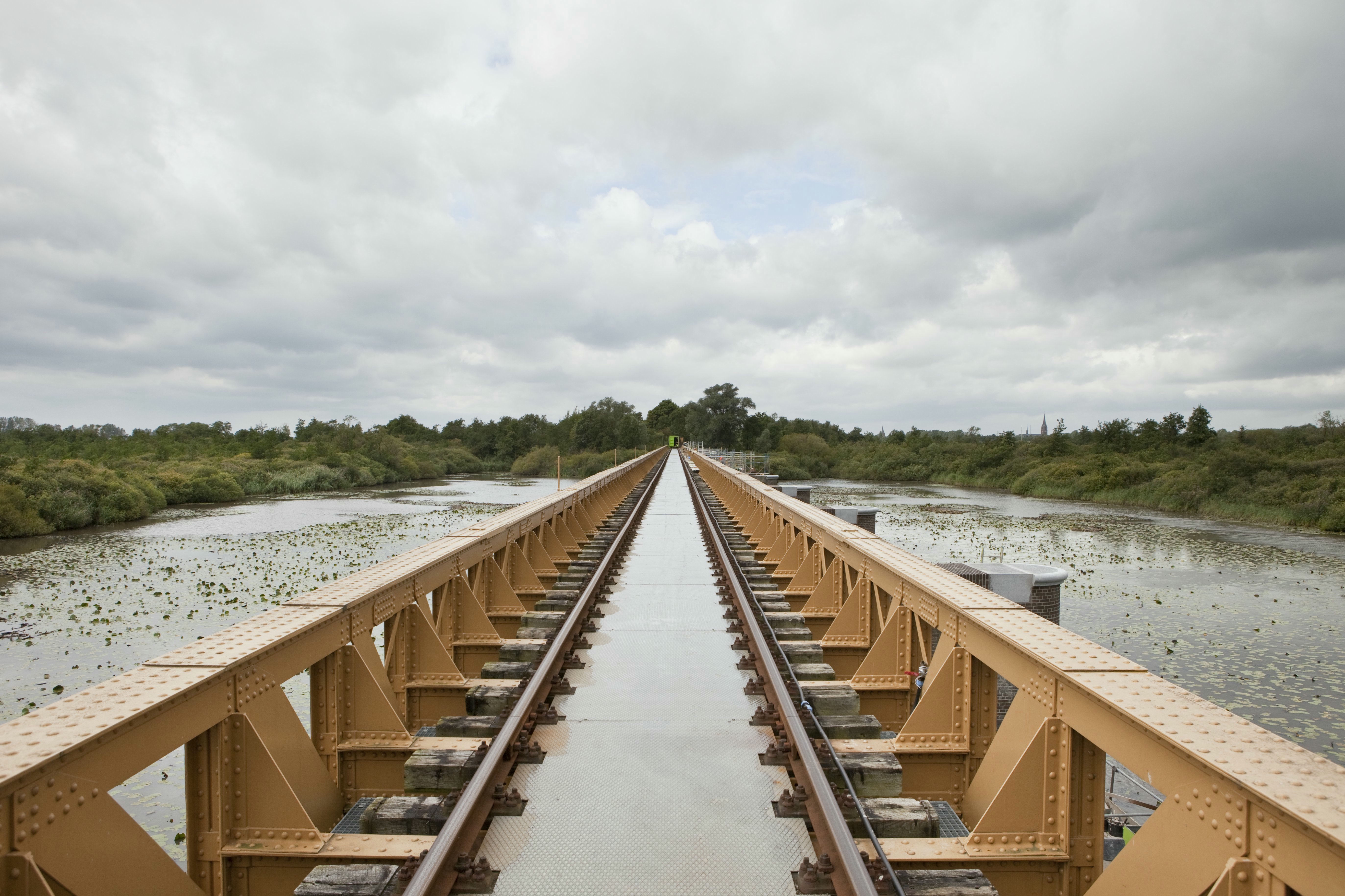
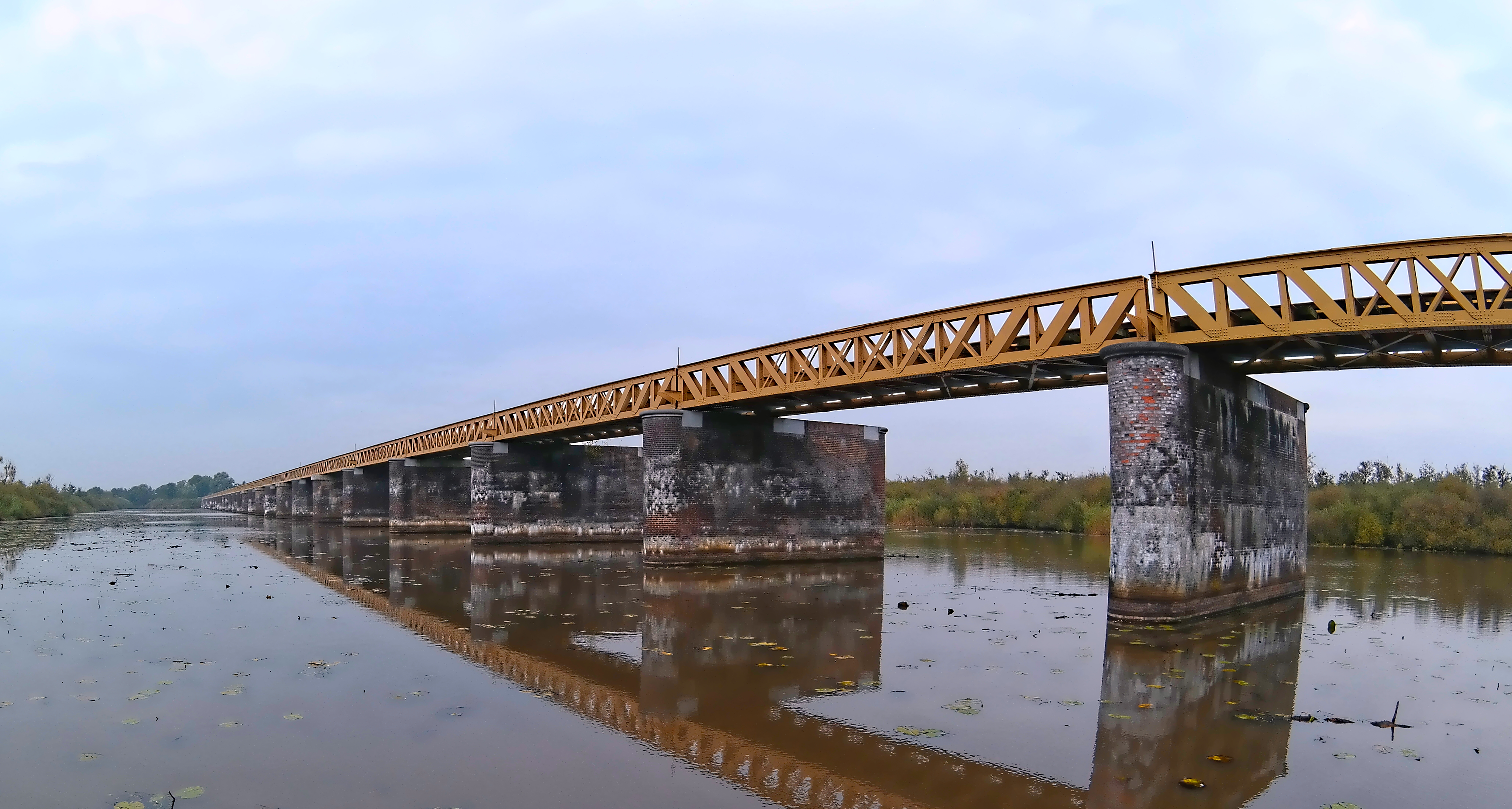
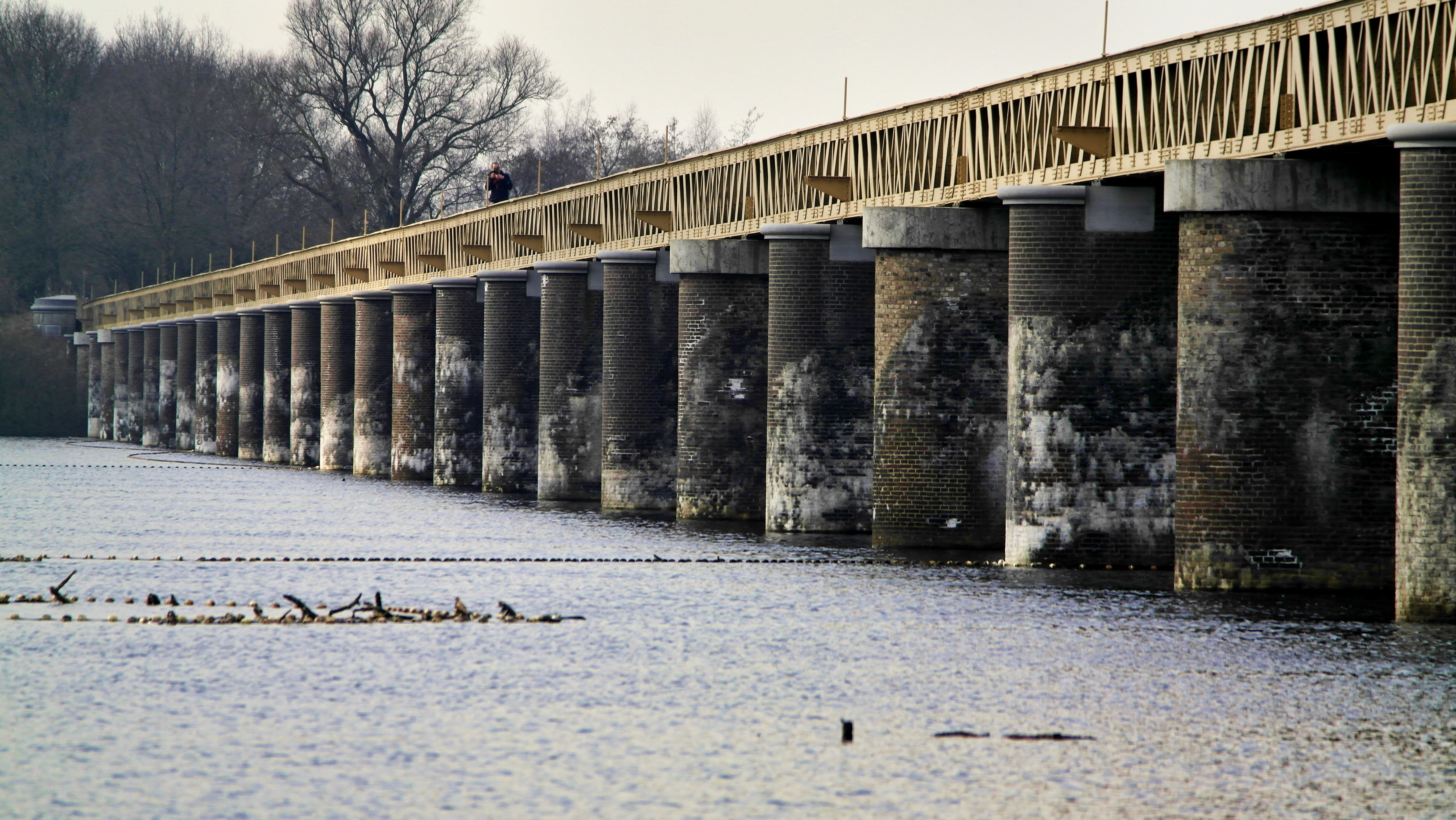